# Arbetaren (1881)
För andra tidningar med samma namn, se Arbetaren (olika betydelser).
Arbetaren var en kortlivad dagstidning med  endagarsutgivning som gavs ut från 1 januari 1881 till 18 juni 1881. Fullständiga titeln var Arbetaren/ tidning för frihet,  upplysning, jemlikhet. Redaktör och ansvarig utgivare av tidningen var agenten Eugène Ferdinand Forssman, som den 15 december 1880 15/12 erhöll utgivningsbevis för tidningen. Redaktionsort var Stockholm.

## Tryckning
Tidningen trycktes av Centraltryckeriet endast med antikva som typsnitt. Den hade titelvinjett, framställande: Arbetet, fattigdomens mödor och dess lön samt makten, rikedomens mödor och dess lön Tidningen hade  träsnitt som illustrationer. Utgivningsdag var lördagar då den fyrsidiga tidningen i folio med 7 spalter på stora satsytan 59,5 cm x 45 cm kom ut till den 2 april 1881, sedan med 4-8 sidor i folio med tre spalter på mindre formatet 30 x 22,3 cm omväxlande med 4 spalter på 30 x 22,3 cm. Prenumeration från 1 januari 1881 kostade 5 kronor och sedan från 2 april till 18 juni 1,50 kronor.